# Eastern Parkway-Brooklyn Museum
Eastern Parkway-Brooklyn Museum è una fermata della metropolitana di New York situata sulla linea IRT Eastern Parkway. Nel 2019 è stata utilizzata da 1 338 351 passeggeri. È servita dalla linea 2 sempre, dalla linea 3 sempre tranne di notte e dalla linea 4 solo di notte. Durante le ore di punta fermano occasionalmente anche alcune corse della linea 4.

## Storia
La stazione fu aperta il 10 ottobre 1920.

## Strutture e impianti
La stazione è sotterranea, ha due banchine laterali e due binari. È posta al di sotto di Eastern Parkway e il mezzanino è dotato di due scale e un ascensore che portano di fronte al Brooklyn Museum.

## Interscambi
La stazione è servita da alcune autolinee gestite da NYCT Bus.
- Fermata autobus